# 山名満幸
山名 満幸（やまな みつゆき、生年不詳 - 応永2年3月10日（1395年3月31日））は、室町時代の武将、守護大名。丹後・出雲・隠岐・伯耆守護。山名師義の4男で、義幸、氏之、義熙の弟。妻は叔父の山名氏清の娘。官称は播磨守、弾正少弼。室町幕府第3代将軍足利義満より偏諱を賜い満幸と名乗る。

## 概要
父師義は山名氏の惣領であったが、天授2年/永和2年（1376年）の死後、長兄の山名義幸ではなく惣領に叔父の時義がなったことに強い不満を抱いていた。
義幸の下で守護代として働いていたが、義幸が病の療養のため国もとの所領に下国すると師義流の家系の長となり室町幕府に出仕、弘和元年/永徳元年（1381年）に丹後・出雲・隠岐の3ヶ国の大守護となる。　
幕府においては侍所の所司（長官）に就任し活躍した。
元中6年/康応元年（1389年）、時義が没してその子の時煕が惣領を継ぐことになると、山名義幸の地位を継承し山名氏嫡流の血筋を自認する満幸の不満が頂点に達した。
翌元中7年/明徳元年（1390年）、将軍・足利義満に命じられて叔父で舅の氏清と共に、時熙およびその義兄弟（時義の養子）となっていた次兄の氏之を攻め勝利した。その功により氏之の領国伯耆が与えられた。これにより4ヵ国の守護を兼任する満幸の勢力は山名氏中最大となり、自他ともに認める惣領の地位に就いたかにみえた。
しかし翌元中8年/明徳2年（1391年）11月、分国出雲の仙洞領（上皇の所領）横田荘を押領したという理由で義満から守護職を解任され京都からも放逐された。さらに先に満幸らが追討した山名時煕・氏之の復帰を義満が認めるという噂を聞き、怒った満幸は氏清の分国和泉を訪ねて誘い、ともに室町幕府と戦う約を誓う。12月、山名軍は丹波で挙兵して京都へ攻め込むが、幕府軍の応戦により敗れて氏清は戦死し、満幸は山陰へ逃れた（明徳の乱）。
その後、満幸は剃髪して僧になり一旦は九州筑紫まで逃げるが、応永2年（1395年）、京都の五条坊門高倉に潜伏していたところを出雲守護京極高詮の手により捕らえられ、斬られた。満幸の死により再び嫡流の師義流から、時義流の時煕およびその子孫に惣領権が移った。
『明徳記』には、満幸は怯懦な性格であると批難されている。